# 米拉博 (上普罗旺斯阿尔卑斯省)
米拉博（法語：Mirabeau，法語發音：[miʁabo] ⓘ）是法国上普罗旺斯阿尔卑斯省的一个市镇，属于迪涅莱班区。

## 地理
米拉博（44°3'46"N, 6°5'25"E）面积18.22 平方千米，位于法国普罗旺斯-阿尔卑斯-蓝色海岸大区上普罗旺斯阿尔卑斯省，该省份为法国东南部内陆省份，北起上阿尔卑斯省，西接沃克吕兹省，西北接德龙省，南至瓦尔省，东临滨海阿尔卑斯省，东北部与意大利接壤。
与米拉博接壤的市镇（或旧市镇、城区）包括：艾格兰、巴拉斯、勒沙福-圣瑞尔松、莱斯卡勒、马利热、马勒穆瓦松。

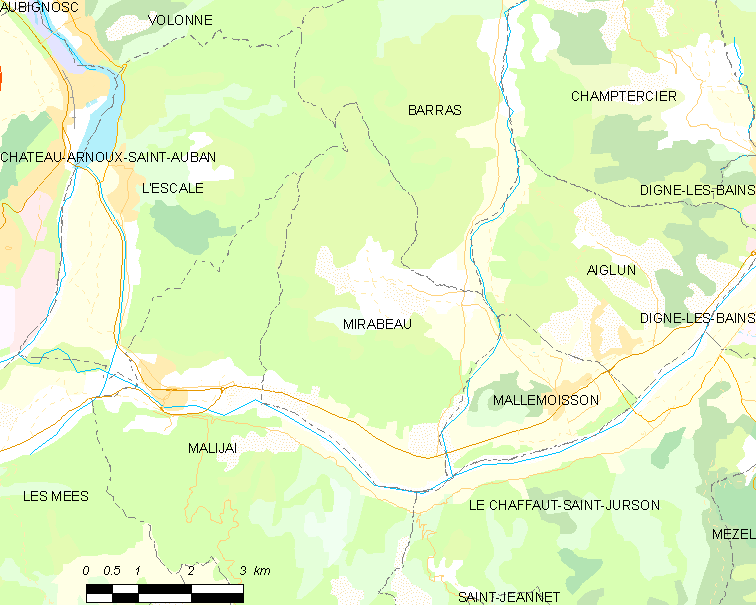
的OSM定位图

米拉博的时区为UTC+01:00、UTC+02:00（夏令时）。

## 行政
米拉博的邮政编码为04510，INSEE市镇编码为04122。

## 政治
米拉博所属的省级选区为迪涅莱班第二县。

## 人口

1962-2008年间人口变化图示

米拉博于2022年1月1日时的人口数量为508人。